# Mende (Pest)
Pour les articles homonymes, voir Mende.
Mende est un village et une commune du comitat de Pest en Hongrie.